# Fjerbold
En fjerbold bruges til spillet badminton. I starten var bunden lavet af kork omviklet med tynd læder, hvortil der sirligt var fæstnet ca. 16 forbehandlede gåse- eller ande- fjer. Disse fjer blev holdt på plads af en strimmel avis og papirklister. 
I moderne fjerbolde sidder der stadig 16 fjer. De bliver desuden omhyggeligt kalibreret for at sikre hastighed og retningsstabilitet.
Ifølge de internationale badmintonregler skal fjerbolden være således:
- 2.2 Natur-fjer bold
- 2.2.1 Bolden skal have 16 fjer fæstnet til bunden.
- 2.2.2 Fjerene skal have en længde mellem 62 mm og 70 mm målt fra spids til toppen af bunden.
- 2.2.3 Tippen af fjerene skal ligge i en cirkel med en diameter fra 58 mm til 68 mm.
- 2.2.4 Fjerene skal være godt fæstnet med tråd eller andet egnet materiale.
- 2.2.5 Bunden skal være 25 mm til 28 mm i diameter og afrundet i bunden.
- 2.2.6 Bolden skal veje fra 4,74 til 5,50 g.
- 2.3 Kunstige fjerbolde
- 2.3.1 Skørtet skal simulere naturlige fjer.
- 2.3.2 Bunden skal være som i punkt 2.2.5.
- 2.3.3 Mål og vægt som i 2.2.2, 2.2.3 og 2.2.6. Dog pga variation i kunststofferne (plastik nylon) tillades en variation på op til 10%.